# دالیا عطار
دالیا عطار مهرزادی سیاستمدار آمریکایی است که در حال حاضر در مجلس نمایندگان مریلند خدمت می‌کند. عطار نماینده چهل و یکمین ناحیه قانونگذاری ایالت مریلند است که در شمال غربی شهر بالتیمور واقع شده‌است.

## زندگی‌نامه

### اوائل زندگی
عطار در شهر بالتیمور در خانواده ای مهاجر طبقه کارگر به دنیا آمد و بزرگ شد. او یک یهودی ارتدوکس سفاردی است که از پدری ایرانی-یهودی و مادری مراکشی-یهودی متولد شده‌است. او در مدرسه دخترانه بایس یاکوف تحصیل کرده‌است.

### زندگی شغلی
در سال ۲۰۱۱ از دانشگاه بالتیمور فارغ‌التحصیل شد و مدرک لیسانس عدالت کیفری را دریافت کرد. در سال ۲۰۱۴، سه سال بعد، او از دانشکده حقوق فرانسیس کینگ کری در دانشگاه مریلند فارغ‌التحصیل شد. پس از آن، او به عنوان دادستان در دفتر دادستانی ایالت بالتیمور مشغول به کار شد.
در ۴ نوامبر ۲۰۱۸، عطار اولین یهودی ارتدوکس منتخب به مجلس نمایندگان مریلند و بالاترین رتبه زن یهودی ارتدوکس در تاریخ آمریکا شد. پس از آن، او به عنوان دادستان در دفتر دادستانی ایالت بالتیمور مشغول به کار شد. عطار، همراه با شریل کاگان، قوانینی را برای کمک به زنان آگنوت از طریق ممانعت از طلاق مدنی شوهر، مگر اینکه آنها به همسر خود حق امتیاز بدهند حمایت کرده‌است.

## زندگی خانوادگی
عطار چهارمین خواهر و برادر از شش خواهر و برادر است، او با آصف مهرزادی ازدواج کرده و دارای دو فرزند به نام‌های ایلانا و هارون هستند.

## یادداشت
1. ↑  "Members - Delegate Dalya Attar". mgaleg.maryland.gov. Maryland General Assembly. February 1, 2020. Retrieved February 3, 2020.
2. ↑  "Dalya Attar, Maryland State Delegate". Maryland Manual On-Line. Maryland State Archives. February 1, 2019. Retrieved February 3, 2020.
3. 1 2  Deutch, Gabby (March 9, 2020). "The Sephardi Democrat serving as Maryland's first Orthodox legislator". Jewish Insider. Retrieved 2020-03-21.
4. 1 2  You Should Know … Dalya Attar بایگانی‌شده  در ۱۰ سپتامبر ۲۰۲۱ توسط Wayback Machine. Baltimore Jewish Times
5. 1 2 3  Jmore Exclusive: Orthodox Lawyer Runs for House of Delegates. JMore
6. 1 2  Rabbi Shraga Simmons (January 4, 2020). "The Highest-Ranking Elected Orthodox Jewish Woman politician in U.S. History". Aish HaTorah. Retrieved 2020-03-12.
7. ↑  Maryland House of Delegates District 41. Ballotpedia
8. ↑  Sen. Cheryl C. Kagan (January 7, 2020). "2020 is the year Maryland will finally help 'chained' Jewish women". Washington Jewish Week. Archived from the original on 21 March 2020. Retrieved 2020-03-21.
9. ↑  The Sephardi millennial serving as Maryland's first Orthodox legislator. Jewish Insider